# Gråskärsbådan, Kristinestad
Gråskärsbådan är en ö i Finland. Den ligger i Bottenhavet och i kommunen Kristinestad i den ekonomiska regionen  Sydösterbotten i landskapet Österbotten, i den västra delen av landet. Ön ligger omkring 100 kilometer söder om Vasa och omkring 300 kilometer nordväst om Helsingfors. Gråskärsbådan ligger vid sjön Härkmerifjärden.
Öns area är 1,5 hektar och dess största längd är 240 meter i nord-sydlig riktning. I omgivningarna runt Gråskärsbådan växer i huvudsak blandskog. Runt Gråskärsbådan är det glesbefolkat, med 11 invånare per kvadratkilometer. Närmaste större samhälle är Kristinestad, 7,0 km norr om Gråskärsbådan.